# Can Masmiquel
Can Masmiquel és una masia de Porqueres (Pla de l'Estany) inclosa a l'Inventari del Patrimoni Arquitectònic de Catalunya.

## Descripció
Mas de grans dimensions composts per una casa pairal i altres construccions adjacents que donen totes a un pati interior amb dos portals. La casa pairal és una gran estructura rectangular que consta de planta baixa i dos pisos i té coberta a dues vessants. La porta d'entrada està composta per un arc de mig punt lleugerament rebaixat sobre el qual s'obre una finestra amb una llinda que té un arc conopial i una rosella en relleu i brancals de carreus ben escairats. Al segon pis s'obren quatre grans finestres de punt rodó, tipologia molt habitual. Al centre de la façana hi ha una pilastra amb la base motllurada i la data 1783 gravada.

## Història
Documentalment, es té coneixement de l'existència d'aquest mas des de principis del segle xiv. Segons un document del 21 d'abril de 1344, el Mas Miquel pagava diversos censos al rei Pere III el Cerimoniós.
A les llindes dels dos portals del pati trobem inscrites les dates següents: 1789 i "AVE MARIA SALVADOR MASMIQUEL ME FECIT 1793". Trobem també altres inscripcions: 1605 i 1783. Això fa suposar que el mas es construí en diverses etapes. Iniciant-se a principis del segle xvii i perllongant-ne la construcció fins a finals del segle xviii. Actualment està restaurat.